# Salomè con la testa del Battista (Prata)
Salomè con la testa del Battista  è un dipinto olio su tela di Francesco Prata da Caravaggio conosciuto anche solo con il titolo di Salomè conservato nella pinacoteca della collezione Cavallini Sgarbi di Ferrara. La tela presenta quello che potrebbe essere un autoritratto dell'artista.

## Storia
La tela è considerata tra le opere migliori come rivisitazione del dipinto omonimo del Romanino.Venne per molti anni considerata una riproposizione del medesimo soggetto che poi risultò essere invece quella dell'artista bresciano, conservata al Gemäldegalerie di Berlino La tela berlinese ottenne la giusta attribuzione solo nell'Ottocento quando Giovanni Morelli, considerata l'iscrizione posta sul retro, ne indicò l'esatto esecutore. Una diversa soluzione fu indicata da Mina Gregori, che lo ritenne un lavoro di Altobello Melone. Tornarono così ad avere la giusta attribuzione questa conservata nella collezione ferrarese di Vittorio Sgarbi opera del Prata mentre quella al Gemäldegalerie del Romanino. L'opera berlinese viene datata intorno al 1516-1516, quindi di pochi anni precedente quella del Prata che sicuramente l'aveva studiata creandone una rivisitazione. Per questo si considera che possa essere stata eseguita intorno al 1518 o pochi anni successivi.

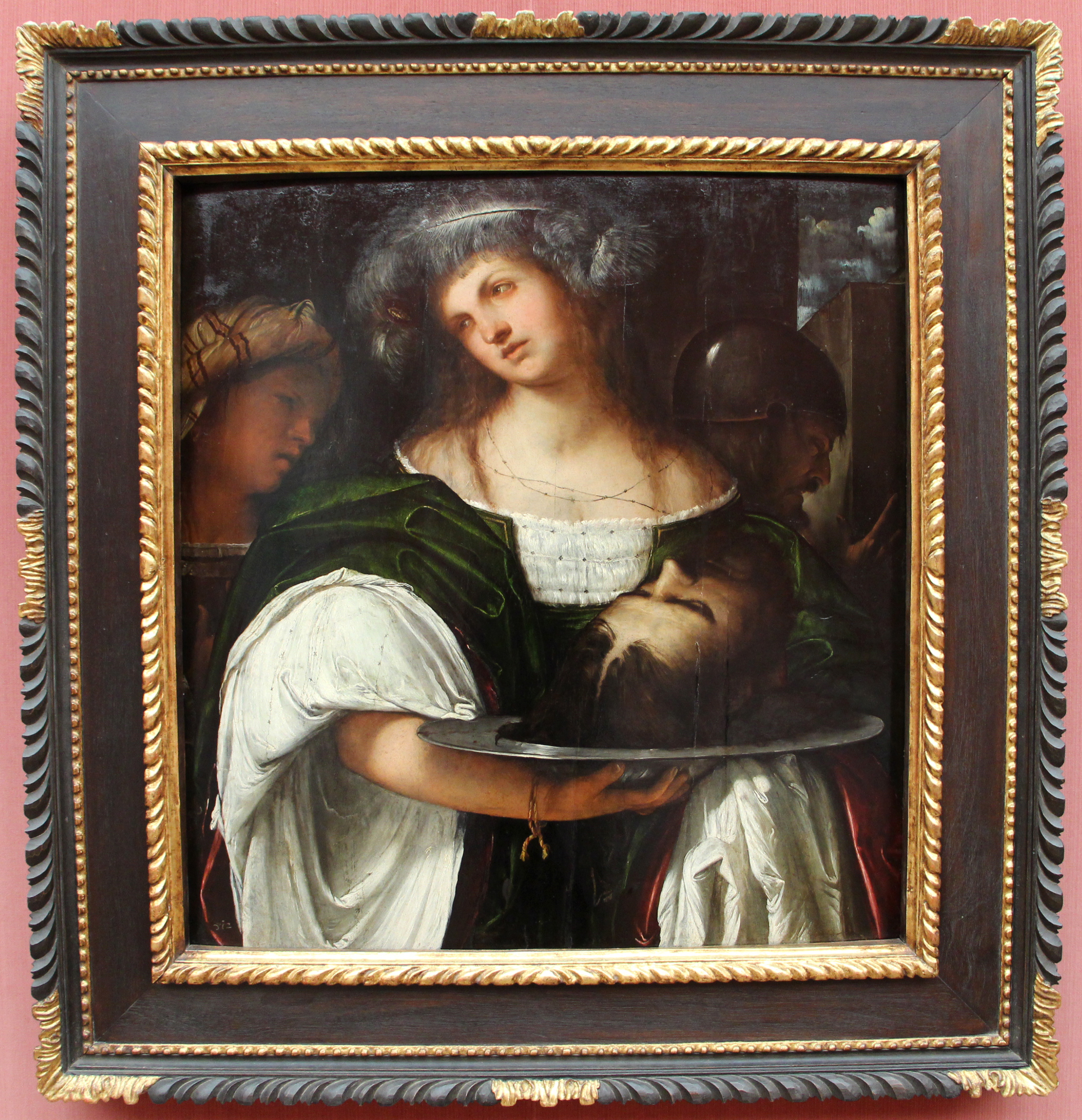
Romanino, Salomè 1516-17 ca.

Del dipinto non si conosce la committenza e l'originaria collocazione, risulta essere stato individuato solo nel 1983 da Federico Zeri, mentre non è certo che sia il medesimo soggetto visto dal Morelli nella collezione milanese Arconati Visconti, in quanto la firma indicata pare non fosse la medesima. Certo è che il Prata avesse nel tempo realizzato più di un prototipo di quello berlinese. Questo indica come fosse nella prima metà del Cinquecento ritenuto un soggetto apprezzato. 
Il dipinto fu esposto alla mostra del 2019 nel Castel Caldes a Trento.

## Descrizione
La tela conserva in alto a destra un cartellino che riporta la scritta: «FRANCSCI / CARAVAGI / ENSIS. OPVS» ed è la riproposizione del medesimo soggetto realizzato dal bresciano Romanino e conservata a Berlino. Nell'opera la giovane Salomè pur essendo raffigurata nella medesima posizione dell'opera tedesca, risulta essere più distaccata e fredda nello sguardo che sembra essere più malizioso avvicinandosi così a opere di carattere nordico che erano presenti sia in ambito veneto che lombardo, contrariamente alla giovane Salomè dallo sguardo avvolgente e particolarmente commosso da diventare inquietante. Anche la variante cromatica molto limitata dove spicca il colore arancio della camicia della giovane Salomè, è sicuramente lontana dalla tavola berlinese.
Anche i personaggi raffigurati a fianco della donna sono molto differenti. A sinistra un giovane soldato pare essere non legato alla ragazza e che volge lo sguardo verso l'osservatore, tanto da fare considerare che possa essere un autoritratto dell'artista. Raffigura un giovane uomo, incorniciato dalla barba rossiccia, dai lineamenti molto lineari e curati. Contrariamente il personaggio a destra è poco visibile, si confonde con i colori scuri dello sfondo. il medesimo personaggio è proposto nella tela Sposalizio di Maria Vergine del 1518.